# Longoonops
Genre
Longoonops est un genre d'araignées aranéomorphes de la famille des Oonopidae.

## Distribution
Les espèces de ce genre se rencontrent aux Antilles et en Amérique centrale.

## Liste des espèces
Selon World Spider Catalog (version 15.0, 2014) :
- Longoonops bicolor Platnick & Dupérré, 2010
- Longoonops chickeringi Platnick & Dupérré, 2010
- Longoonops ellae Platnick, Dupérré & Berniker, 2013
- Longoonops gorda Platnick & Dupérré, 2010
- Longoonops noctucus (Chickering, 1969)
- Longoonops padiscus (Chickering, 1969)

## Publication originale
- Platnick & Dupérré, 2010 : The goblin spider genera Stenoonops and Australoonops (Araneae, Oonopidae), with notes on related taxa. Bulletin of the American Museum of Natural History, no 340, p. 1-111 (texte intégral).